# José María Arancibia
José María Arancibia (n. Buenos Aires, 11 de abril de 1937) es un sacerdote católico argentino, que ejerció como Arzobispo de Mendoza entre 1996 y 2012.

## Biografía
Radicado desde su adolescencia en la ciudad de Córdoba, cursó sus estudios en el Seminario Conciliar de esa ciudad y fue ordenado sacerdote por monseñor Ramón José Castellano, arzobispo de Córdoba, el 22 de setiembre de 1962. Se licenció en teología en la Pontificia Universidad Gregoriana en Roma en el año 1966, y tres años más tarde se doctoró en teología en la Pontificia Universidad Lateranense de la misma ciudad.
Fue elegido obispo titular de Cerenza y obispo auxiliar de la arquidiócesis de Córdoba el 26 de febrero de 1987 por el papa Juan Pablo II, y ordenado como tal el 28 de mayo de 1987 por el cardenal Raúl Primatesta en la Catedral de Córdoba, en una ceremonia en que también participaron los obispos Estanislao Karlic, arzobispo de Paraná, y Omar Colomé, obispo de Cruz del Eje.
Fue nombrado miembro de la secretaría general del Sínodo de los Obispos en 1986, fue visitador del Seminario Conciliar de Santiago de Chile, y participó en la IV Conferencia General del Episcopado Latinoamericano en Santo Domingo en el año 1992.
El 13 de febrero de 1993 fue promovido a obispo coadjutor de Mendoza, cargo del que tomó posesión el 28 de mayo de 1993. Durante este período mandato le tocó investigar denuncias sobre abusos sexuales cometidos contra seminaristas en la Arquidiócesis de Santa Fe, que terminaría con la separación de su cargo del arzobispo Edgardo Gabriel Storni ocho años más tarde.
Tras la jubilación del arzobispo Cándido Rubiolo, fue promovido al cargo de arzobispo, ocupando el cargo desde el 25 de marzo de 1996. Durante su gestión se esforzó por renovar la acción pastoral y la renovación de las instituciones internas de la Iglesia. El Seminario mendocino formó varias decenas de sacerdotes. Promovió la construcción de una catedral basílica para la ciudad de Mendoza, que no tiene una catedral propia sino que la parroquia de Loreto ejerce como tal sin serlo; aunque la arquidiócesis se benefició de la donación de un predio céntrico, aún no se han logrado llevar adelante el proyecto.
Se retiró por edad el 10 de noviembre de 2012, siendo desde entonces arzobispo emérito de Mendoza. En la Santa Sede ocupa el cargos de miembro del Consejo Especial para América, y en la Conferencia Episcopal Argentina es miembro del Consejo de Asuntos Jurídicos y de la Comisión para la Universidad Católica Argentina, y presidente del Consejo Episcopal de Asuntos Económicos.
El mismo año de su retiro se le encargó la dirección de una investigación por presuntas irregularidades en el manejo de fondos y por denuncias de sacerdotes por maltrato de parte del arzobispo José Luis Mollaghan. que terminaría por ser desplazado del cargo al año siguiente.